# Conny Meissen
Conny Meissen (eigentlich Konstanze Agnes Meissen, auch Constanze Haas-Meissen oder Conny Haas-Meißen; * 2. September 1887 in Falkenstein, heute Stadtteil von Königstein im Taunus; † 22. Januar 1955 in Köln) war eine deutsche Kinderbuchautorin und -illustratorin.

## Leben
Conny Meissen war das dritte von sechs Kindern von Ernst und Elisabeth Meissen. Ihr Vater war Arzt. Das Mädchen wuchs in Honnef auf und besuchte für kurze Zeit die Kunstgewerbeschule Düsseldorf. 1908 zog sie als 21-Jährige nach München, mit der Absicht, Kunst zu studieren. Da die Akademie der Bildenden Künste damals noch (und bis 1920) Frauen den Zutritt verweigerte, nahm sie privaten Malunterricht. In München lernte sie als Studenten den späteren Kunstmaler Will Haas (1884–1953) kennen, den sie am 2. August 1914 heiratete. Tochter Karin wurde 1918 geboren; 1924 wurde die Ehe bereits wieder geschieden.
Von 1913 bis 1925 hatte Meissen eine Wohnung in Weßling im Landkreis Starnberg gemietet, im heutigen Haus des Antiquariats Appel. Der seit 1908 in dieser Gemeinde lebende Maler Heinrich Brüne, dessen Atelier im Ortsteil Oberpfaffenhofen ein beliebter Künstlertreffpunkt war, hatte sie dazu angeregt. „Damals ist Weßling ein kleines Bauerndorf. Sommerfrischler entdecken den idyllischen Ort, seit die Bahnstrecke 1903 zwischen Pasing und Herrsching verkehrt.“ In Weßling entstand 1922 die Bildergeschichte Das Männchen, zunächst als privates Geschenk für die dreijährige Tochter, handgeschrieben und mit farbigen Illustrationen. 46 nummerierte Exemplare verschenkte Conny Meissen an Freunde. Vor Weihnachten 1926 erschien das Buch im kurz zuvor gegründeten Herbert Stuffer Verlag in Berlin. Diese Ausgabe und die im nächsten Jahr folgende Fortsetzung Das Männchen kommt zum Zauberer wurden große Publikumserfolge.
1925/26 war Meissen in einer Holzschnitzerei in Oberammergau tätig und lasierte Holzfiguren. 1926 war sie zu einem Studienaufenthalt in Rom. 1929 zog sie nach Köln, um im Zeppelinhaus der Gebrüder Schürmann die von ihr neu eingerichtete Kunstgewerbeabteilung zu leiten. Gebr. Schürmann wurde zu der Zeit als größtes und modernstes Einrichtungshaus beworben. Nach der Arisierung des Unternehmens in den 1930er Jahren war sie freiberuflich als Grafikerin, Malerin und Kunstgewerblerin tätig, und entwarf unter anderem Werbeplakate für Tengelmann.
1937 bereiste Conny Meissen Mexiko und wurde dadurch zu dem Kinderbuch Thomas schreibt aus Mexiko inspiriert, das im Folgejahr im Atlantis Verlag erschien. Mit einem Jahresvisum ausgestattet, fuhr sie 1939 abermals nach Mexiko. Zunächst verhinderte der Zweite Weltkrieg eine Rückkehr, dann die fehlenden Lebensmöglichkeiten im zerstörten Nachkriegsdeutschland. Sie ließ sich in Mexiko-Stadt nieder und konnte dort auch Ausstellungen beschicken. „In Mexiko verdient sie sich Geld mit kunsthandwerklichen Produkten. Begehrt sind ihre mit getrockneten Gräsern und Blüten gestalteten Lampenschirme. Ihre Bilder und Zeichnungen spiegeln den Alltag der Menschen wider. Eine Galerie lobt: ‚Sie interpretiert dies nahezu psychologisch, ohne wissenschaftliche Ansprüche, aber mit einem klaren ästhetischen Sinn.‘“ Meissens künstlerisches Werk ist bis heute weder umfassend dokumentiert noch kunsthistorisch gewürdigt worden.
Erst 1954 kehrte Conny Meissen, bereits schwer erkrankt, nach Deutschland zurück, wo sie einige Monate später verstarb. Sie wurde auf dem Melaten-Friedhof in Köln bestattet; das Grab ist längst aufgelassen.

## Literarisches Werk
Die beiden im Herbert Stuffer Verlag 1926 bzw. 1927 veröffentlichten Bildergeschichten Das Männchen und Das Männchen kommt zum Zauberer brechen mit der realistisch-verklärten Darstellungsweise der traditionellen Kinderliteratur, in der „es nicht abgeht ohne Maikäfer, die Geige spielen und Hasen und Hunde, die Brillen und Hosenträger tragen“ (Herbert Stuffer, 1951, an Werke wie Fritz Koch-Gothas Häschenschule) adressiert. Das Männchen ist auf ovale Konturen von Kopf und Rumpf und strichförmige Gliedmaßen reduziert, und bewegt sich zappelnd vor einem fehlenden Hintergrund, die gelbe Fahne immer fest im Griff. Das Strichmännchen könnte von einem Kind gezeichnet worden sein, aber jede Linie macht künstlerische Erfahrung sichtbar, über die nur ein Erwachsener verfügt, dessen Psyche in die kindliche Anarchie zurückgefunden hat. Schlichte, einprägsame Reime begleiten das Klettern über und Kriechen in Tassen und Kannen.
Im Folgeband Das Männchen kommt zum Zauberer ist das Personal um Zauberer und Negerpuppe erweitert, zum Fähnchen kommt ein Luftballon dazu, und nun ist auch ein Schauplatz optisch vorhanden, nämlich ein Rummelplatz, auf dem das Männchen vom Zauberer zu Abenteuern angestiftet wird. Das Kind, dem vorgelesen wird, ist inzwischen auch ein Jahr älter geworden, was auch die (noch immer gereimte) Sprache widerspiegelt.
„Meissens avantgardistische Zeichnungen sind aus mehreren Gründen außergewöhnlich: Einerseits stehen sie vom Inhalt der Bilder und Reime her in der Tradition der Kinderbuch-Klassiker des 19. Jahrhunderts wie der Struwwelpeter und Max und Moritz, anderseits nehmen die ‚Männchen‘-Abenteuer den Stil späterer Bildgeschichten und Comics vorweg.“ Jedoch steht Meissens Zeichenstil der Handschrift der US-amerikanischen „Kinder“ der 1890er Jahre (The Yellow Kid und The Katzenjammer Kids) und der etwas späteren Krazy-Kat-Streifen näher als jener der soeben genannten deutschen Vorgänger (die weder den realistischen Stil noch die moralistische Strenge überwunden hatten). Beide Männchen-Bände sind noch antiquarisch erhältlich, wobei sich die Preise zwischen 1.100 und 1.500 Euro bewegen.
Das 1929 bei Müller & Kiepenheuer veröffentlichte „Kinderbuch“ In die weite Welt beschreibt das Leben afrikanischer Kinder gemäß der europäischen Vorstellung von Afrika, „wo die Kokosnüsse wachsen und die Bananen“, und „im Urwald auch Tiger, Schlangen und Löwen“ leben. Die Negerpuppe aus dem Zauberer ist in eine Hauptrolle aufgerückt. Selbstverständlich wird ihre Darstellung im 21. Jahrhundert als rassistisch klassifiziert; genauso selbstverständlich ist Meissens sprachliche und optische Schilderung einfühlsam und kommt den exotischen Kindern mit Sympathie entgegen. Ihre Illustrationen sind eben keine Karikaturen. Auch dieses Buch demonstriert stilistische Verwandtschaft mit angloamerikanischen Vorbildern der 1890er Jahre, in diesem Fall Golliwog und Little Black Sambo.
Thomas schreibt aus Mexiko erschien 1938 nach – und inspiriert durch – Meissens erster Mexikoreise. Das Buch ist für etwa 10-Jährige als Reiseabenteuerbuch konzipiert und dementsprechend dominiert der Text über die kleinteilige, skizzenartige Bebilderung. Bedingt durch die persönlichen Erfahrungen der Autorin mit dem Land, das sie beschreibt, treten eurozentrische Klischees in den Hintergrund. (Wenngleich Poncho und Sombrero auf dem Titelbild nicht fehlen dürfen.)

## Kinderbücher
Alle Bücher sind von Conny Meissen verfasst und illustriert.
- Das Männchen. Eine Bildergeschichte für Kinder. Herbert Stuffer, Berlin 1926.
  - Handkopie von Nele Schnorr von Carolsfeld, 1952. Aus dem Nachlass veröffentlicht als Es war einmal ein Männchen, das kroch in alle Kännchen. Edition Haus am Gern, Biel 2019. Prospekt
- Das Männchen kommt zum Zauberer. Eine neue Bildergeschichte vom Männchen. Herbert Stuffer, Berlin 1927.
- In die weite Welt. Ein Kinderbuch. Müller & Kiepenheuer, Potsdam 1929.
- Thomas schreibt aus Mexiko. Atlantis Verlag, Berlin 1938.
- Malbuch. Girardet, Essen 1939.